# Polyscias tafondroensis
Polyscias tafondroensis är en araliaväxtart som först beskrevs av Emmanuel Drake del Castillo, och fick sitt nu gällande namn av René Viguier. Polyscias tafondroensis ingår i släktet Polyscias och familjen araliaväxter. Inga underarter finns listade.